# Sicydium plumieri
Sicydium plumieri е вид лъчеперка от семейство Попчеви (Gobiidae).

## Разпространение
Видът е разпространен в Барбадос, Бахамски острови, Доминика и Панама.